# 12.ª Região Militar
A 12.ª Região Militar (12.ª RM) é uma das doze regiões militares do Exército Brasileiro, com jurisdição sobre os estados de Rondônia, Acre, Amazonas e Rondônia. Esta área corresponde à Amazônia Ocidental, território do Comando Militar da Amazônia, ao qual a 12.ª RM está subordinada. Ela tem encargos administrativos e logísticos, coordenando o transporte fluvial e aéreo de suprimentos de sua sede em Manaus aos distantes destacamentos de fronteira da região.

## Organização
As origens da 12.ª RM estão no Destacamento de Elementos de Fronteira, criado em Manaus em 1948, com resposnabilidade por companhias e pelotões de fronteira cujo atendimento direto era difícil ao comando da 8.ª Região Militar, ao qual o Destacamento era subordinado. A 8.ª RM abrangia o Pará, Amazonas, Amapá, Rio Branco (atual Roraima), Acre e Guaporé (atual Rondônia). Em 1957 o Destacamento tornou-se o Grupamento de Elementos de Fronteira, comandado por um general de brigada. Com a transferência do Comando Militar da Amazônia (CMA) de Belém a Manaus, em 1969, as unidades federativas da Amazônia Ocidental (Rondônia, Acre, Amazonas e Roraima) foram desmembradas da 8.ª RM e entregues à 12.ª RM, formada pela transformação do Grupamento de Elementos de Fronteira. Este comando regional permanece com jurisdição sobre os quatro estados e subordinação ao CMA.
O comando regional está instalado no bairro da Ponta Negra, em Manaus, numa área de proteção ambiental. Suas instalações físicas compreendem o Corpo de Guarda, que serve de porta de entrada, dois pavilhões, a edificação da Escalão de Apoio de Assistencial e Seção de Inativos e Pensionistas, as instalações do Serviço de Aprovisionamento, almoxarifado e garagem da Companhia de Comando, quadras e um local para formaturas militares.
| - Comando da 12.ª Região Militar - Manaus - AM - Companhia de Comando da 12.ª Região Militar - Manaus - AM - Centro de Embarcações do Comando Militar da Amazônia - - Manaus - AM - 12.º Batalhão de Suprimentos - Manaus - AM - Parque Regional de Manutenção da 12ª Região Militar - Manaus - AM - 29.ª Circunscrição de Serviço Militar - Manaus - AM - 32.ª Circunscrição de Serviço Militar - Porto Velho - RO - Hospital Militar de Área de Manaus - Manaus - AM - Hospital de Guarnição de Porto Velho - Porto Velho - RO - Hospital de Guarnição de São Gabriel da Cachoeira - São Gabriel da Cachoeira - AM - Hospital de Guarnição de Tabatinga - Tabatinga - AM - Tiro de Guerra 12-001 - Colorado do Oeste - RO - Tiro de Guerra 12-002 - Manicoré - AM - Tiro de Guerra 12-008 - Vilhena - RO |

## Missões

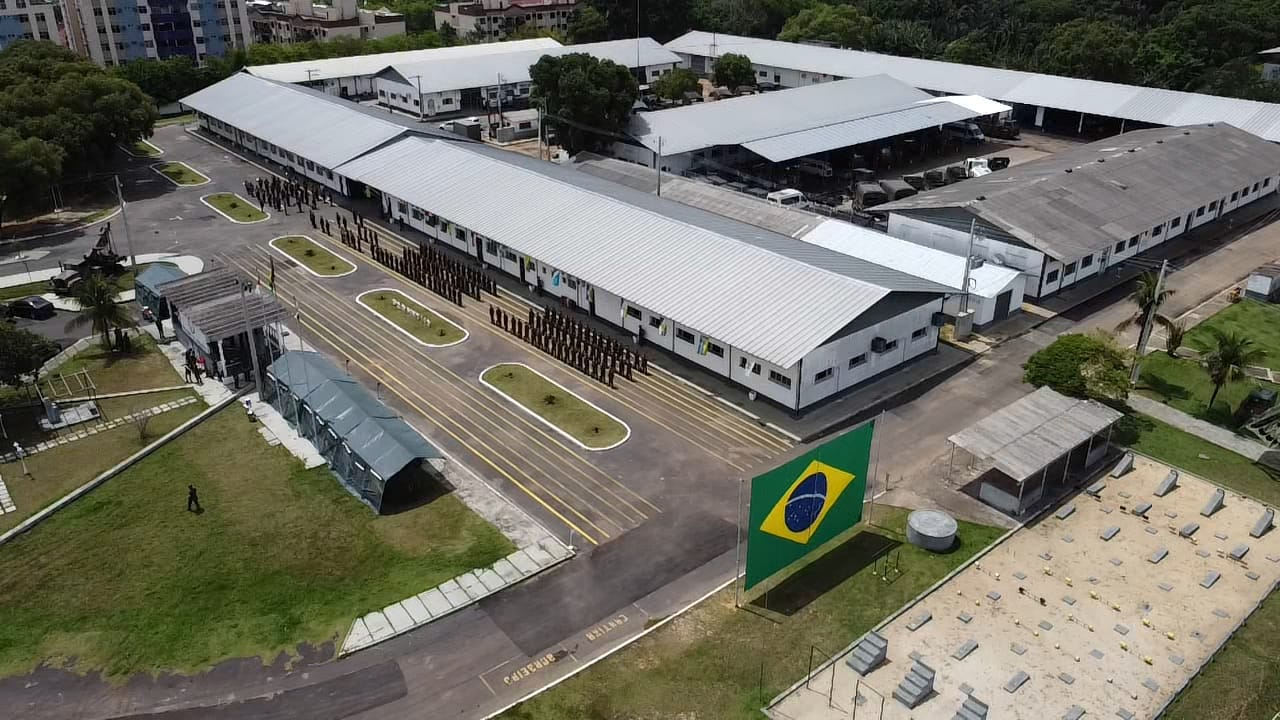
Parque Regional de Manutenção da 12.ª RM, em Manaus

A vocação da 12.ª RM é coordenar o apoio logístico-administrativo ao Exército na Amazônia Ocidental. Através de suas organizações subordinadas, ela presta serviços relacionados à logística, mobilização, serviço militar, transporte administrativo, assistência social e controle de patrimônio às organizações do Exército na região e à sociedade local, além de construir instalações e fornecer armários de metal, peças sobressalentes para armamento, viaturas e equipamentos de emprego militar. Seus insumos são os cidadãos que prestam o serviço militar e materiais e equipamentos diversos. Através de licitações, empresas diversas prestam serviços à 12.ª RM ou são fornecedoras de materiais.
A logística militar na Amazônia Ocidental é desafiadora, pois as guarnições estão isoladas e dispersas em grandes distâncias, dependendo de modais de transporte deficientes e suprimentos trazidos do centro-sul do país, pois os recursos locais são escassos. Os principais modais são o fluvial e aéreo. Para suprir as organizações militares da região, e especialmente as de fronteira, a 12.ª RM contrata transportes civis, como aeronaves de pequeno porte, balsas e rebocadores; emprega meios do Exército, como o Centro de Embarcações do Comando Militar da Amazônia (CECMA), o 12.º Batalhão de Suprimentos, e, excepcionalmente, o 4.º Batalhão de Aviação do Exército; e coordena aviões de transporte da Força Aérea Brasileira (FAB) através do Plano de Apoio à Amazônia. As alterações nos equipamentos das embarcações, a baixa disponibilidade de horas de voo dos aviões da FAB e a reduzida navegabilidade de alguns dos rios em determinadas épocas do ano são fatores de fricção, resultando em atrasos na entrega dos suprimentos.